# Николай Майсторов
Николай Лазаров Майсторов е български художник живописец.

## Биография
Завършва Художествената гимназия през 1963 г. и специалност живопис във ВИИИ „Николай Павлович“ през 1969 г. в класа на проф. Ненко Балкански.
От 1969 г. участва в общи художествени изложби, самостоятелни изложби прави през 1976, 1981 и 1984 г. През 1972–73 г. води занятия в Художествената гимназия, а в периода 1973–75 г. е асистент в Архитектурния факултет на ВИАС. Във ВИАС е хоноруван преподавател и между 1990 и 1993 г. Главен художествен ръководител на Първа частна художествена академия „Жул Паскин“ в София. Доцент в Славянския университет през 1998–99 г. Професор във Великотърновския университет „Св. Св. Кирил и Методий“ от 2001 г. Професор в Нов български университет от 2007 г.
Почетен професор на Нов български университет от 2013 г.
Създава живописни платна в жанровете фигурална композиция, портрет, както и графични творби – литографии и офорти. Творби на Майсторов са притежание на НХГ, СГХГ, галерии в страната и частни колекции в чужбина.
През 1979 г. получава втора награда на изложбата „Леонардо и ние“. Удостоен е с националните награди за живопис „Захарий Зограф“ за 2004 г. и „Владимир Димитров – Майстора“ за 2017 г.
За Майсторов арт критикът Георги Лозанов казва, че вероятно е българският художник с най-много автопортрети – над 80.
Негови рисунки са използвани за илюстрации на книги на Георги Рупчев, Владимир Левчев, Цветан Марангозов, Стела Павлова, Минчо Минчев, Боян Папазов, както и за български издания на творби на Шарл Бодлер, Чарлс Буковски, папа Йоан Павел II.

## Филмография
- Николай Майсторов – сподавен вик, документален филм, 27 минути, 2006, режисьор Юри Жиров, оператор Емил Христов